# جوديث الفرنسية
جوديث الفلاندرزية أو جوديث الفرنسية (بالفرنسية: Judith de France)‏ (حوالي.843 - حوالي.870)؛ كانت ملكة وسكس القرينة وكونتيسة فلاندرز القرينة، هي الابنة الكبرى لـ ملك الفرنجة الغربية شارل الأصلع وفيما بعد الإمبراطور الروماني المقدس وزوجته إرمنترود الأورليانية؛ من خلال زواجها من ملوك وسكس أثلويف وابنه أثلبالد كانت الملكة لمرتين، ومع ذلك لم يكن لديها أبناء من كلا الزوجين، تم أصبحت أول كونتيسة فلاندرز وأصبحت سلف جميع كونتات فلاندرز التاليين، تزوج أحد أبنائها من إحدى بنات ألفريد العظيم التي تعتبر حفيدة زوجها الأول، وكما تعتبر سلف ماتيلدا الفلاندرزية زوجة ويليام الفاتح وبالتالي هي سلف ملوك إنجلترا في وقت لاحق.

## ملكة وسكس
في 856 الملك أثلويف قام بالحج إلى روما، وفي طريق عودته في 856 نزل في بلاط ملك الفرنجة الغربية شارل الأصلع، في يوليو خطب أثلويف ابنة شارل جوديث التي كانت في أربعة عشر من العمر في ذاك الوقت في حين الزوج كان في الخمسين من عمره، وفي 1 أكتوبر 856 تزوجا في فربيري في شمال فرنسا.
كان الزواج تحالفاً دبلوماسياً استثنائياً بحيث كليهما يعانون من هجمات الفايكنغ، بالنسبة لأثلويف أن هذا الاتحاد سيربطه بالهيبة الكارولنجية، وبالإضافة إلى ذلك اعتبر الزفاف حدثاً استثنائياً من قبل المؤرخون المعاصرون، بحيث أن الأميرات الكارولنجية من نادراً ما تزوجت بحيث جرت العادة بإرسالهن إلى الأديرة، وكان من الغير معروف تقريباً لهن الزواج من الأجانب، جوديث توجت كـ ملكة من قبل هينكمار، رئيس أساقفة ريمس؛ في وسكس كان من غير المعتاد أن تتوج زوجات الملوك كـ ملكات، ولكن شارل أصر على تتويج ابنته، على الرغم من الإمبراطورات قد تم مسحهن من قبل، كان هذا أول المسح (دّهن) المعروف تماماً لـ ملكة كارولنجية، ومع ذلك العرف أنجلوسكسوني لا يسمح لـ زوجة الملك أن تسمى ملكة أو بالجلوس مع زوجها في العرش، بل تعتبر مجرد زوجة ملك.
آثر الزواج على تمرد ابنه البكر على قيد الحياة أثلبالد، لأنه خاف من أخذ أخيه الغير الشقيق المستقبلي الميراث، ومع ذلك الأب وابنه توصلوا على حل وسط بحيث أخذ أثلويف المناطق الشرقية من المملكة، في حين أثلبالد المنطقة الغربية، كان من غير المعروف هل أخذ أثلويف كينت، أو أثلبالد يأخذ وسكس، أو أنه قام بتقسيم وسكس بنفسه.
جوديث لم تنجب أطفال لأثلويف الذي توفي في 13 يناير 858، وخلفه ابنه أثلبالد الذي تزوج منه فوراً ربما لتعزيز وضعه لأنها كانت ابنة ملك الفرنجة الغربية، جوديث أيضا ليس لديه أبناء من زوجها الثاني الذي توفي بعد عامين ونصف العام في 860.

## جوديث وبالدوين
بعد وفاة أثلبالد باعت جوديث ممتلكاتها في وسكس وعادت نحو فرنسا، ولكن والدها سرعان ما أرسلها إلى دير سانليس التي ستبقى تحت حمايته ووصاية أسقفية ملكية، ومع ذلك قد لا تبقى عفيفة طوال العمر، لأنها قد تتزوج عن طريق الرسول وهذا يكون خلال الوقت مناسباً والقانوني،  يفترض أن شارل قد يترتب زواج لابنته، ومع ذلك بحلول عيد ميلاد 861 جوديث هربت مع بالدوين، ومن المحتمل أنهما تزوجا في دير سانليس، ومع ذلك هذه الأحداث تصور على أن جوديث ليس كانت مختطفة بل كانت مشاركة أيضا في العملية بعد تحريض من بالدوين، وأيضا حصلت على موافقة من شقيقها لويس المتلعثم. 
ليس من المستغرب أن يكون والدها شارل غاضباً حتى أنه أمر أساقفة بـ حرمان الزوجين، فر الزوجين نحو بلاط ابن عمها لوثير الثاني ملك لوثارينغيا لحمايتهم، قبل أن يذهبوا إلى البابا نيكولا الأول لرفع قضيهم، وقد اتخذ البابا أراء دبلوماسية وطالب من والدها قبول الزواج لأنه أصبح ملزماً وقانونياً، ويرحب بالزوجين الشابين في بلاطه وهذا ما فعله في نهاية المطاف، ثم عاد الزوجين إلى فرنسا، وتزوجا رسمياً في أوكسار في 13 ديسمبر 862.
اكتسب بالدوين أراضي إلى جنوب من شخيلت أي بلاد فلاندرز (وإن كانت مساحته أصغر بكثير من أن كانت موجودة في العصور الوسطى) لدرء هجمات الفايكنغ، وكان من المتنازع عليه بين المؤرخين ما إذا كان فعله الملك شارل هو في أنه كان يأمل أن يقتل بالدوين في المعارك بين الفايكنغ، ومع ذلك تمكن من تحسين الوضع بشكل ملحوظ، بحيث نحج في إخماد تهديدات الفايكنغ، وأيضا استطع بتوسيع جيشه وأراضيه بسرعة وأصبح أيضا مؤيداً مخلصاً لـ ملك شارل، أراضيه التي عرفت لاحقاً بـ كونتية فلاندرز ستصبح واحدة من أقوى المقاطعات في فرنسا.
أنجبت جوديث لـ بالدوين ثلاثة أبناء، واحداً منهم بالدوين الثاني مارغريف فلاندرز.